# Marko Neumann
Marko Neumann (* 27. Januar 1987) ist ein professioneller deutscher Pokerspieler.

## Persönliches
Neumann stammt aus und lebt in Recklinghausen. Er studierte Betriebswirtschaftslehre.

## Pokerkarriere
Neumann spielt online unter den Nicknames BriDge2PaiN (PokerStars), Sonnyblack87 (Full Tilt Poker) und Exellence_ (partypoker). Seit 2009 nimmt er an renommierten Live-Turnieren teil.
Anfang März 2010 verpasste Neumann beim Main Event der European Poker Tour (EPT) nur knapp den Finaltisch und beendete das Turnier auf dem siebten Platz für ein Preisgeld von 120.000 Euro. Im Juni 2012 war er erstmals bei der World Series of Poker (WSOP) im Rio All-Suite Hotel and Casino am Las Vegas Strip erfolgreich und kam bei einem Shootout-Turnier in der Variante No Limit Hold’em ins Geld. Bei der WSOP 2013 erreichte Neumann dreimal die Geldränge. Ende März 2014 belegte er beim EPT-Main-Event in Wien den dritten Platz, sicherte sich aufgrund eines Deals der letzten drei verbliebenen Spieler jedoch das meiste Preisgeld von knapp 640.000 Euro. Anfang Juli 2014 kam er bei der World Series of Poker bei einem Event in Pot Limit Omaha an den Finaltisch und beendete das Turnier auf dem mit über 220.000 US-Dollar dotierten fünften Platz. Im Juni 2015 verpasste Neumann nur knapp den Gewinn eines Bracelets der WSOP 2015 und landete bei einem Event in Pot Limit Omaha auf dem zweiten Platz. Seine bis dato letzte Live-Geldplatzierung erzielte er im Dezember 2016.
Insgesamt hat sich Neumann mit Poker bei Live-Turnieren knapp 2 Millionen US-Dollar erspielt.